# Tetramesa punctata
Tetramesa punctata är en stekelart som beskrevs av Zerova 1965. Tetramesa punctata ingår i släktet Tetramesa och familjen kragglanssteklar.
Artens utbredningsområde är Ukraina. Inga underarter finns listade i Catalogue of Life.